# Muchachos al avío
Les gars au boulot
L'eau-forte Muchachos al avío (en français Les gars au boulot) est une gravure de la série Los caprichos du peintre espagnol Francisco de Goya. Elle porte le numéro onze dans la série des 80 gravures. Elle a été publiée en 1799.

## Interprétations de la gravure
Il existe divers manuscrits contemporains qui expliquent les planches des Caprichos. Celui qui se trouve au Musée du Prado est considéré comme un autographe de Goya, mais semble plutôt chercher à dissimuler et à trouver un sens moralisateur qui masque le sens plus risqué pour l'auteur. Deux autres, celui qui appartient à Ayala et celui qui se trouve à la Bibliothèque nationale, soulignent la signification plus décapante des planches.
- Explication de cette gravure dans le manuscrit du Musée du Prado: 
Las caras y el traje están diciendo lo que ellos son.
(Les visages et les habits disent ce qu'ils sont)[3].

- Manuscrit de Ayala :
Los contrabandistas andaluces, cerca de un camino, pasan pronto a ser bandidos.
(Les contrebandiers andalous, près d'un chemin, deviennent rapidement des bandits)[3].

- Manuscrit de la Bibliothèque nationale :
Los contrabandistas en acecho de cuantos pasan, cerca de un camino, poco se diferencian de los ladrones.
(Les contrebandiers, à l'affût de ceux qui passent, près d'un chemin, se différencient très peu des bandits)[3].

## Technique de la gravure
Le premier dessin sur lequel se base cette scène, est le nº 88 de l'album B portant l'inscription « Buena gente, somos los moralistas » (« bonnes personnes, nous sommes les moralistes »). Les trois personnages principaux apparaissent déjà sur ce dessin. Ce dessin est un lavis. Le dessin préparatoire mesure 237 × 147 mm. Il se trouve à New York à l'Hispanic Society of America.
Le deuxième dessin préparatoire est ce qui était le Sueño nº 28, réalisé à l'encre de noix de galle avec des traces de crayon et conservé au Musée du Prado. Il porte dans la marge inférieure l'inscription « Los Mercaderes Silbestres » (« les commerçants sylvestres »). Dans l'angle supérieur droit, au crayon : « 28 ». Dans l'angle inférieur gauche, au crayon : « 29 ». À nouveau Goya simplifie le dessin en passant à la gravure et les cinq personnages sont réduits à trois dont de dos. Le dessin préparatoire mesure 234 × 163 mm.
L'estampe représente une scène de genre sur la violence et la brutalité des bandits andalous. C'est le même thème que les autres dessines de l'époque sur les contrebandiers et les bandits de grand chemin. Ne pas oublier le tableau de Goya au Musée du Prado El Resguardo de tabacos « (la cachette du tabac »).  
Goya dessine des hommes trapus aux traits féroces. L'arbre évolue tout au long des dessins préparatoires pour se transformer dans la gravure en un simple tronc nu et tordu qui contribue à donner de la force à la scène.
Goya a utilisé l'eau-forte, l'aquatinte brunie et le burin. L'estampe mesure 215 × 152 mm sur une feuille de papier de 306 × 201 mm.

## Catalogue
- Numéro de catalogue G02099 de l'estampe au Musée du Prado.
- Numéro de catalogue D04193 du second dessin préparatoire au Musée du Prado.
- Numéro de catalogue 51-1-10-11 de l'estampe au Musée Goya de Castres.